# برزگیل
برزگیل (به لهستانی:  Bryzgiel) یک روستا در لهستان است که در گمینا نووینکا واقع شده‌است.